# Joeri Pardo
Joeri Pardo (Brugge, 12 oktober 1977) is een Belgische voetballer die voor KBS Poperinge uitkomt. Hij is linksvoetig en speelt als middenvelder.
Pardo begon met voetballen bij SK Steenbrugge toen hij zowat zes jaar oud was. In 1989 werd hij aangetrokken door Club Brugge. Hij doorliep er alle jeugdreeksen en geraakte tot in het eerste elftal. Hij was jeugdinternationaal en nam deel aan het WK -21 te Maleisië. In 1998 geraakte hij zwaar geblesseerd aan z'n kruisbanden, waardoor hij bijna een heel jaar aan de kant bleef. Het volgende seizoen, 1998/99, werd hij uitgeleend aan Cercle Brugge, dat in Tweede Klasse speelde. Pardo was er een vaste waarde in de ploeg. Na dit seizoen keerde hij terug naar Club Brugge. Na een anderhalf seizoen in de A-kern verliet hij in 2002 Club Brugge. Pardo speelde drie competitiewedstrijden en twee Europese wedstrijden voor Club.
In 2002/03 trok hij naar Eendracht Aalst. Daarna ging hij nog naar FC Doornik en KMSK Deinze. Vanaf het seizoen 2012-2013 komt hij uit voor KBS Poperinge. 
In zijn eerste wedstrijd (KBS Poperinge 1-0 Sassport Boezinge, Cofidis Cup) scoorde hij het enige doelpunt.